# تیله ۱۵۸۶
سیارک ۱۵۸۶ (به انگلیسی: 1586 Thiele، نامگذاری:1939CJ) هزار و پانصد و هشتاد و ششمین سیارک کشف شده‌است که در ۱۳ فوریه ۱۹۳۹ کشف شد.
قدر مطلق سیارک برابر ۱۱٫۹۰ است.